# Klapa Krunik
Klapa Krunik, klapa iz Kučina.

## Povijest
Osnovani su 2011. godine. Od iste godine organizatori su klapskog susreta Klape na Kruniku. Klapa je dobila ime prema izvoru vode Kruniku u Kučinama. Članovi su dugogodišnji prijatelji i svima je zajednička strast prema tradicijskom pjevanju a capella. Sudjelovali su na raznim klapskim festivalima.

## Sastav
Današnji sastav čine:
- 1. tenor 	Pave Leko
- 2. tenor 	Igor Kralj, Tomislav Bašić ml.
- bariton 	Josip Matković, Ivan Ilić
- bas 	Vinko Ostojić,   Ante Roguljić, Dragan Šinković

Glazbeni voditelj je Rajmir Kraljević  
Prijašnji članovi bili su Mario Markovina, Nikola Balić, Mirko Stipinović, Bruno Buble, Marko Čagalj,  Dragan Popović, Tomislav Bašić st. i Petar Botica.

## Nagrade
- Lauerati 56. Festivala dalmatinskih klapa u Omišu 2022. kojima je publika dala najviše glasova i time su zavrijedili 1. nagradu Zlatni leut, te 3. nagradu stručnog ocjenjivačkog suda - Brončani štit.[1]

- Najbolji debitant na Festivalu dalmatinskih klapa u Omišu 2015. godine za što su dobili plaketu, a na Večeri klapa debitanata dobili su prvu nagradu stručnog povjerenstva, za što su d. Na istom izdanju FDK dobili su 3. nagradu publike na završnoj večeri muških klapa.[1]
- Sudionici završnih večeri 49., 50., 51., 54., 55. i 56. Festivala dalmatinskih klapa u Omišu, te izborne večeri 52. izdanja.[1]
- U Zagrebu, na natjecanju u klapskom pjevanju dobili su Zlatnu plaketu i pobijedili su u kategoriji A1 tradicijsko pjevanje, obvezni program, zatim nagradu za najbolju izvedbu skladbe Ljube Stipišića te nagradu glazbenom voditelju Mariju Krniću za poseban umjetnički dojam.[1]

## Vanjske poveznice
- Klapa Krunik na Facebooku
  -  Stine i Krunik laureati 56.Festivala dalmatinskih klapa u Omišu 2022.